# Árpádhalom
Árpádhalom község Csongrád-Csanád vármegyében, a Szentesi járásban.

## Fekvése
Az Alföldön, a Viharsarokban, a Mágocs-ér mellett fekszik. A legközelebbi város Orosháza, közúton mintegy 10 kilométerre.

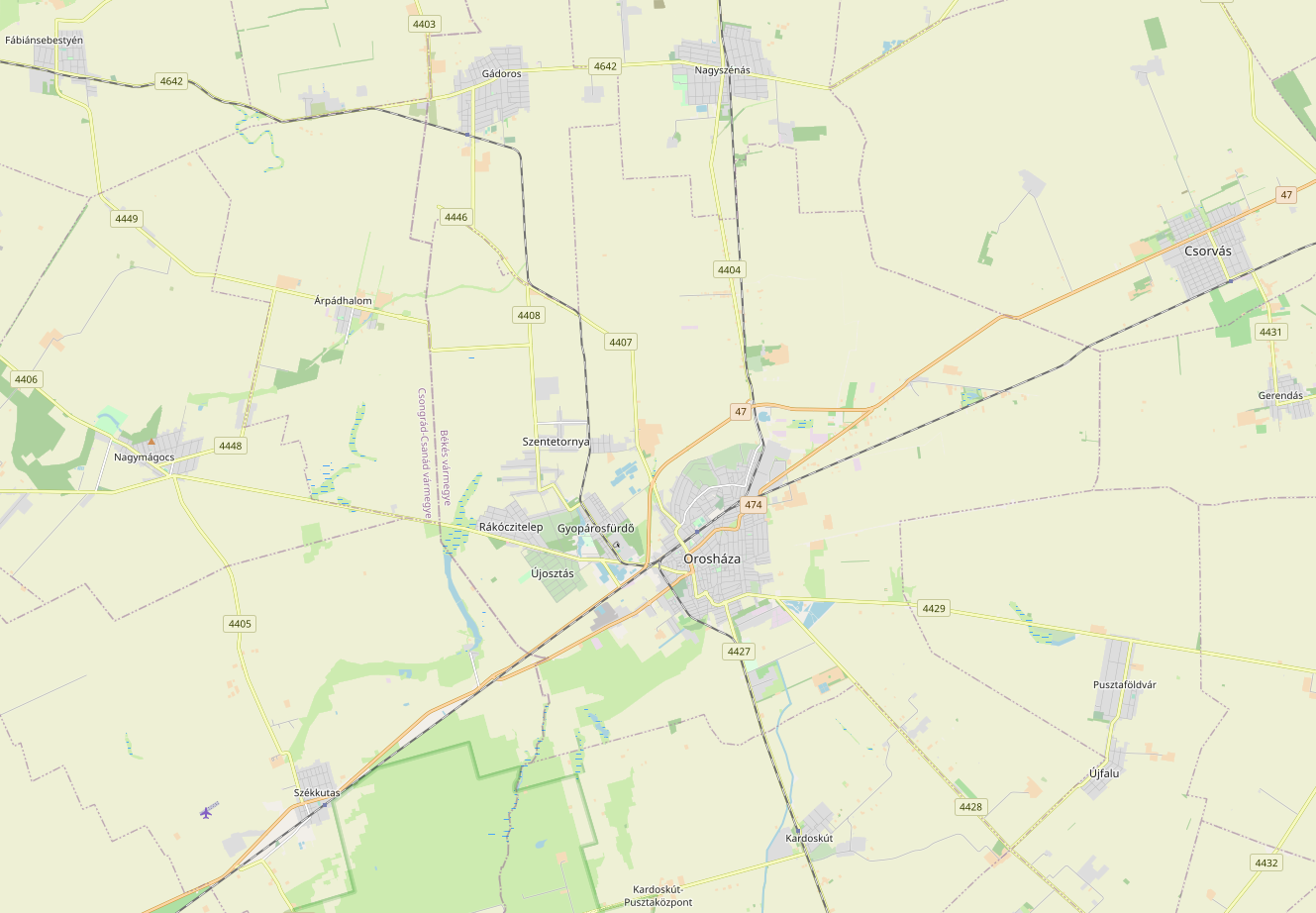
Árpádhalom Orosháza környéke térképén

### Megközelítése
Orosháza felől a 4408-as, majd a 4448-as úton közelíthető meg – ez tekinthető a község főutcájának –, ugyanezen az úton érhető el Nagymágocs irányából is, Fábiánsebestyén felől pedig a 4449-es út vezet a településre. Közigazgatási területét – a központját messze elkerülve – érinti még az Orosházáról Szentesre vezető 4406-os, a Gyomaendrőd-Szentes közti 4642-es, valamint az inkább csak átkötő útként szolgáló 4446-os út is.
A hazai vasútvonalak közül a Szentes-Orosháza vasútvonal érinti a település északi határszélét, ahol a lakott területtől távolabb egy megállási pontja van; Újváros megállóhely közvetlenül a 4642-es út mellett fekszik, közúti elérését az teszi lehetővé.

## Nevének eredete
A hagyomány úgy tartja, hogy a falu határában található földhalmok között vert tábort Árpád fejedelem vezéreivel, amikor Pusztaszer felé tartottak. Ezen halmok közül a legnagyobbik volt a fejedelemé.

## Története
Az 1950-es évekig Nagymágocshoz tartozó népesebb puszta volt. Birtokosai a Károlyi és a Berchtold családok voltak. 1956. július 1-jén alakult önálló községgé a korábban Nagymágocshoz (Árpádhalom, Bojtártelep, Szendrei major, Zoltántér), Eperjeshez (Kisújváros és Nagyújváros egy része), valamint Székkutashoz tartozó területekből. A falut 1906 és 1972 között vasútvonal kötötte össze a szomszédos Fábiánsebestyénnel, valamint kisvasúti vonal vezetett Nagymágocsra is. Az 1970-es évektől az 1990-es rendszerváltásig Nagymágoccsal közös tanácsa volt, 1990. október 10. óta – az ország többi községéhez hasonlóan – itt is helyi önkormányzat működik.
A lakosok mintegy 65,5%-ának a mezőgazdaság nyújt megélhetést. A községben az 1950-es években 6 termelőszövetkezet működött. Ezek aztán sorban egyesültek, majd végül egy maradt, az Árpád tsz. Aki nem a mezőgazdaság ágaiban talált munkát, az többnyire a környező városokban (Orosháza, Szentes) dolgozik.
Az 1910-es évek elejétől kezdődően elemi népiskola működött a tanyaközpontban, ez később, az 50-es években nyolc-, majd négyosztályos általános iskola lett. 1994-től ismét nyolcosztályos. 2008-tól a fábiánsebestyéni Arany János ÁMK-val társulásban működik. Az alsó tagozatosok helyben, a felsősök Fábiánsebestyénen tanulnak. Az általános iskola a 2011-2012-es tanévtől kezdve a Rózsa Ferenc nevet viseli, egykori igazgatójára emlékezve. Az óvoda 2011-től visszakapta régi Erzsébet gyermekotthon elnevezését. A faluban van művelődési ház és könyvtár is.

## Közélete

### Polgármesterei
- 1990–1994: Froman Róbert (Agrárszövetség)[3]
- 1994–1998: Froman Róbert (független)[4]
- 1998–2002: Froman Róbert (független)[5]
- 2002–2006: Froman Róbert (független)[6]
- 2006–2010: Froman Róbert (független)[7]
- 2010–2011: Szarka Attila (Fidesz)[8]
- 2012–2014: Szarka Attila (Fidesz)[9]
- 2014–2019: Szarka Attila (Fidesz-KDNP)[10]
- 2019–2024: Vágó Miklós Béla (független)[11]
- 2024– : Vágó Miklós Béla (független)[1]

A településen 2012. január 22-én időközi polgármester-választást (és képviselő-testületi választást) tartottak, az előző képviselő-testület önfeloszlatása miatt. A választáson a hivatalban lévő polgármester is elindult, és meg is erősítette pozícióját.

## Népesség
A település népességének alakulása:
- (1956) 1673 fő
- (1990)  676 fő
- (2001)  602 fő

| Lakosok száma | 528  | 523  | 514  | 470  | 393  | 394  | 384  |
|               | 2013 | 2014 | 2015 | 2021 | 2022 | 2023 | 2024 |

2001-ben a település lakosságának 99%-a magyar, 1%-a cigány nemzetiségűnek vallotta magát.
A 2011-es népszámlálás során a lakosok 92,8%-a magyarnak, 0,6% cigánynak, 0,4% lengyelnek, 0,2% örménynek mondta magát (7,2% nem nyilatkozott; a kettős identitások miatt a végösszeg nagyobb lehet 100%-nál). A vallási megoszlás a következő volt: római katolikus 26,4%, református 4%, evangélikus 2,3%, felekezeten kívüli 53,2% (13,5% nem nyilatkozott).
2022-ben a lakosság 91,1%-a vallotta magát magyarnak, 0,8% cigánynak, 0,8% románnak, 0,3% németnek, 0,3% szerbnek, 0,3% lengyelnek, 1,5% egyéb, nem hazai nemzetiségűnek (8,9% nem nyilatkozott; a kettős identitások miatt a végösszeg nagyobb lehet 100%-nál). Vallásuk szerint 18,3% volt római katolikus, 3,3% református, 0,3% görög katolikus, 2,5% evangélikus, 1% egyéb katolikus, 38,4% felekezeten kívüli (35,9% nem válaszolt).

## Nevezetességei
- Károlyi–Berchtold-kastély

Gróf Károlyi Alajos lánya, Károlyi Ferdinanda (házassága után gróf Berchtold Lipótné) 1897-1898 folyamán klasszicizáló, eklektikus stílusú kastélyt építtetett a faluban. Az eredetileg 22 szobából, fürdőszobákból és egyéb mellékhelyiségekből álló kastély a háborúkat szinte minden károsodás nélkül átvészelte. 1947-ben államosították. Előbb árvaházként kívánták hasznosítani, utóbb a körzeti állami általános iskola és tanulóotthon kapott benne helyet. Az épület ma művelődési ház, iskola és könyvtár. Mellette áll Árpád fejedelem szobra, Fromann Richárd 1996-ban készült alkotása.
- Római katolikus kápolna

A kastély közelében látható kápolna 1920-21-ben épült, építtetője szintén gróf Berchtold Lipótné volt. A vidéken ritkaságnak számító favázas (Fachwerk) technikával épült római katolikus kápolna tervezője ismeretlen. A magyaros, népi szecessziós stílusú egyházi épületet Hanauer Árpád István váci megyés püspök szentelte fel 1921. június 14-én Jézus Szent Szíve tiszteletére.
- Árpád-halom

A falutól keletre, a Justhmajor felé vezető úton található a település állítólagos névadójául szolgáló kunhalom. A tetején Makovecz Imre 1989-ben életfát állított, itt tartják a falu megemlékezéseit a nemzeti ünnepeken. A 2000-es évek közepén az életfát felgyújtották, de az önkormányzat 2011. június 12-én újraállította.

## Érdekesség

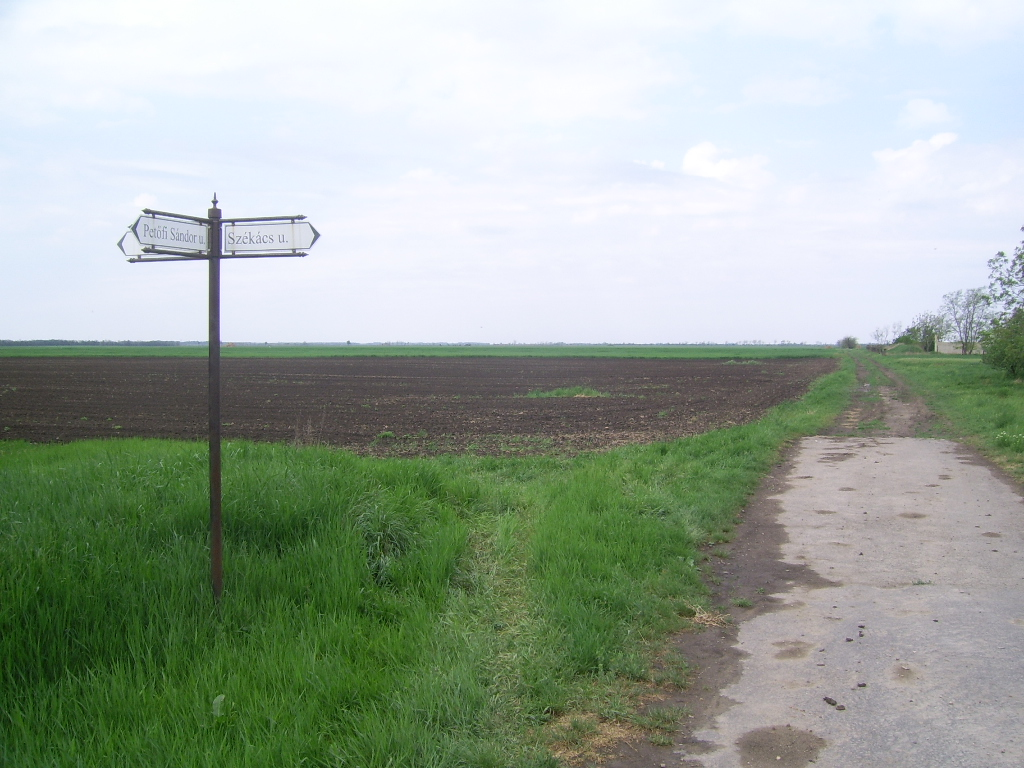
Útjelző tábla a falu határában Székács utca felirattal

Az 1900-as évek elejétől a faluban élt Székács Elemér növénynemesítő, aki Árpádhalmon kísérletezte ki az 1055-ös búzafajtát, amelyet Székács-búzának is neveznek. A település címerében megtalálható a búzakalász-motívum, amely kifejezi a település mezőgazdasági jellegét, egyben emléket állít az Árpádhalmán működött neves búzanemesítőnek. A községben utcát is elneveztek Székács Elemérről, s erre egy emléktábla is emlékeztet az iskola falán.

## Testvértelepülései
1. Szaján
2. Árpád
3. Feketebátor